# 6805-ös mellékút (Magyarország)
A 6805-ös számú mellékút egy 32 kilométer hosszú, négy számjegyű országos közút Somogy vármegye és Zala vármegye határvidékén. Marcali városát köti össze Nagykanizsa vonzáskörzetével, ezen belül Zalakomárral és Galambokkal, valamint az M7-es autópályával és a 7-es főúttal, feltárva az útjába eső néhány kisebb települést is.

## Nyomvonala
A 682-es főútból ágazik ki, nem sokkal annak második kilométere előtt, Marcali belvárosának délnyugati részén. Nyugat-északnyugat felé indul, Széchenyi utca néven, nagyjából 900 méter után lép ki a város belterületéről, de csak 2,7 után hagyja el teljesen annak házait. Ott délnyugati irányt vesz, majd a 4,250-es kilométerszelvényénél egy elágazáshoz ér: nyugat-északnyugat felé a 6818-as út ágazik ki belőle, a 6805-ös pedig még délebbi irányt kezd követni.
7,4 kilométer után átlépi Somogyzsitfa határvonalát, de ott több mint négy kilométeren át csak külterületek között halad. 11,5 kilométer után éri el Szőcsénypuszta településrész belterületének délkeleti szélét, majd 11,7 kilométer megtétele után találkozik a Szenyér-Hollád közti 6803-as úttal, amely innen észak felé folytatódik, Szőcsénypuszta főutcájaként. Bő 600 méternyi közös szakasza következik ez utóbbi úttal, amely itt ugyancsak a 11-12. kilométerei között jár, de kilométer-számozásának iránya épp ellentétes. Szőcsénypuszta belterületének délnyugati szélén válnak szét, onnan a 6803-as déli irányban húzódik, a 6805-ös pedig délnyugatnak folytatódik; itt 12,3 kilométeren van túl.
13,6 kilométer után az út Nagyszakácsi területére érkezik, de lakott területeket nem érint, majdnem pontosan egy kilométerrel arrébb, 14,6 kilométer megtételét követően már Nemesvid határában jár. 17,3 kilométer után éri el a belterület északkeleti szélét, ahol az Ady Endre utca nevet veszi fel, majd nem sokkal később délnek fordul, Május 1. utca néven; 18,4 kilométer után ismét nyugatnak kanyarodik, itt Rákóczi utca lesz a neve; a falu délnyugati szélén pedig, 19,5 kilométer után beletorkollik dél felől a 6816-os út, 10,4 kilométer teljesítése után.
Nagyjából a huszadik kilométerénél érkezik az út Somogysimonyi területére, a belterületet 22,1 kilométer után éri el; ott északnyugatnak fordul és a Fő utca nevet kapja. A 22+650-es kilométerszelvénye táján, észak felé húzódva hagyja el a községet, kicsivel arrébb, a 23. kilométere után pedig búcsút mond Somogy vármegyének és a Marcali járásnak, átlépve Zala vármegye Nagykanizsai járásába, Zalakomár területére.
23,7 kilométer után Ormánd külterületi községrész mellett halad el, majd 25,6 kilométer után északnyugatnak fordul és alig 200 méterrel arrébb, csomópont nélkül, felüljárón keresztezi az M7-es autópálya nyomvonalát, amely itt nem sokkal a 192. kilométere előtt jár. 27,1 kilométer után kiágazik belőle északkelet felé a 68 170-es út, ez az M7-es és a 7-es főút keresztezésénél lévő Zalakomár–Zalakaros-csomóponttal teremt közvetlen összeköttetést Zalakomár déli része (Komárváros) számára, majd mintegy 150 méterrel arrébb keresztezi az út a Budapest–Murakeresztúr-vasútvonalat.
A vasút északnyugati oldalán egy újabb elágazáshoz ér: észak-északkelet felé a 6831-es út indul innen, a 6805-ös pedig dél-délnyugat felé folytatódik, majd újra nyugatnak fordul és Ady Endre utca néven belép Komárváros belterületére. Nem sokkal a 29. kilométere előtt kilép a belterületről, 29,7 kilométer után pedig Galambok határába érkezik. 30,3 kilométer után keresztezi a 7-es főutat, amely itt a 193+400-as kilométerszelvénye táján jár. 31,4 kilométer után éri el Galambok házait, ahol a Petőfi Sándor utca nevet viseli. A település központjában ér véget, beletorkollva a 7511-es útba, annak majdnem pontosan az ötödik kilométerénél.
Teljes hossza, az országos közutak térképes nyilvántartását szolgáló kira.gov.hu adatbázisa szerint 32,041 kilométer.

## Települések az út mentén
- Marcali
- Somogyzsitfa-Szőcsénypuszta
- (Nagyszakácsi)
- Nemesvid
- Somogysimonyi
- Zalakomár
- Galambok

## Története
1934-ben a kereskedelem- és közlekedésügyi miniszter 70 846/1934. számú rendelete harmadrendű főúttá nyilvánította, az Öreglak-Marcali-Nemesvid-Galambok közti 653-as főút részeként.